# Wolfgang Pollanz

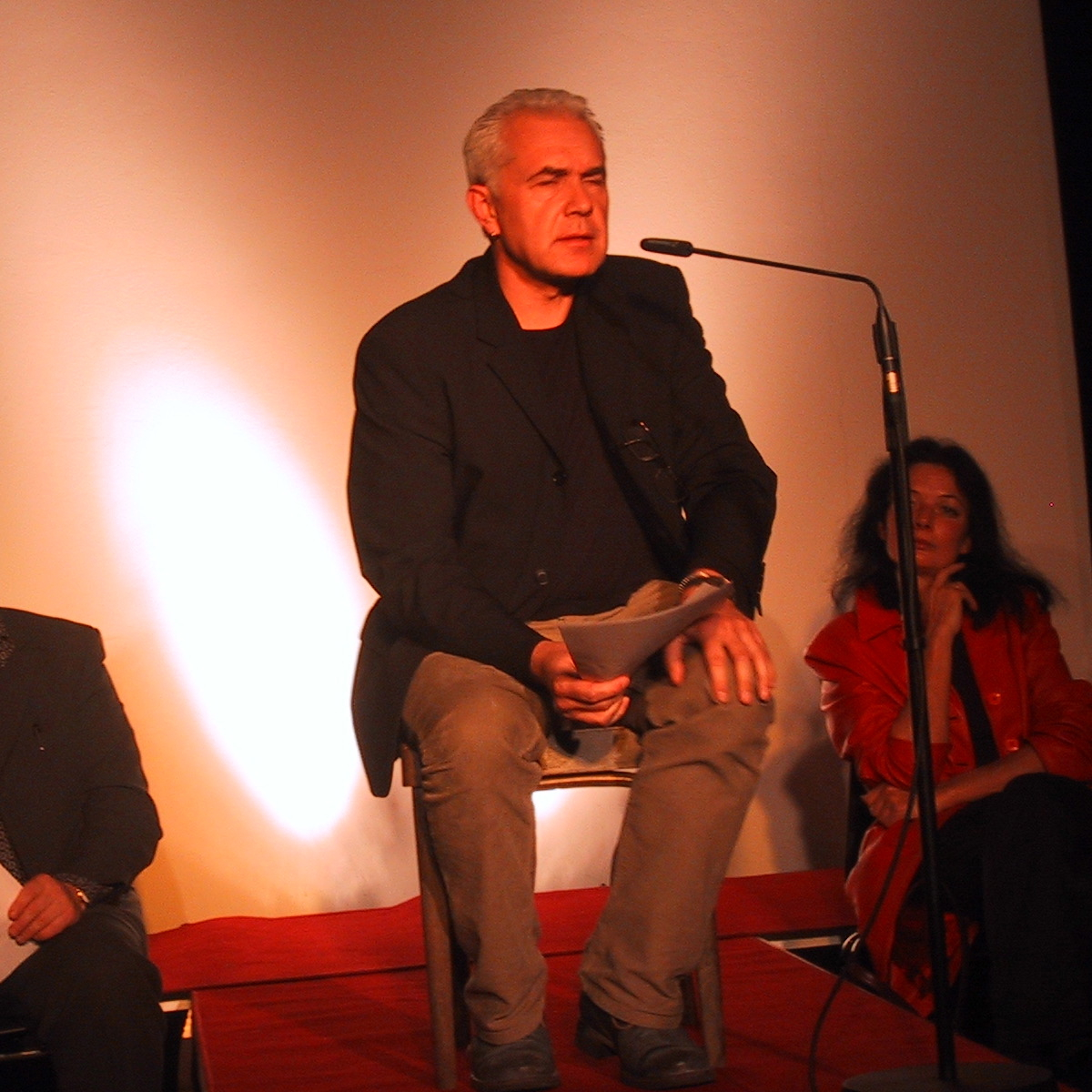
Wolfgang Pollanz im Literaturhaus Graz (2003)

Wolfgang Pollanz (* 31. Mai 1954 in Graz) ist ein österreichischer Schriftsteller, Publizist und Musiker.

## Leben
Wolfgang Pollanz lebt in Wies in der Steiermark, wo er 1977 an der Gründung der Zeitschrift Sterz beteiligt war. Von 1980 bis 1981 war er Sänger und Texter der österreichischen Gruppe The Isolierband. Seit 1987 ist er Programmgestalter der Kulturinitiative Kürbis Wies und gründete 1989 den Verlag Edition Kürbis. Von 1998 bis 2023 betrieb er auch das Musik-Label pumpkin records. 2013 erhielt er für sein vielfältiges kulturelles Engagement den Hanns-Koren-Kulturpreis des Landes Steiermark.

## Auszeichnungen
- 2009 Vinum et litterae
- 2013 Hanns-Koren-Kulturpreis des Landes Steiermark

## Werke (Auswahl)
Theaterstücke
- Die Grasfresser (1992, UA 1994)
- Kalamata (1997)
- Thilo von Schweißenfels. (UA 2002)
- Der Besuch (2005, UA 2013)
- Schlusskonferenz (2006)
- Willibald I. (2007)

Bücher
- Von Arschlöchern, weißen Fahrrädern, Scheißfilmen und Zebrastreifen, Essays, edition kürbis 2024
- Im Zauberwald - 33 Geschichten nach Songs, TEXT/RAHMEN, 2023
- Wie ein Rabe - 66 Song-Stories, TEXT/RAHMEN, 2021
- Das Züchten von Kakteen inmitten einer üppigen Landschaft, Texte, Edition Keiper, 2019
- Einsamkeit hat viele Namen, Erzählungen, Edition Keiper, 2018
- Hasta la vista, baby, Roman, Milena Verlag, 2017
- Das Buch Elvis u. a. Texte, Prosa, edition kürbis, 2015
- Unten am Fluss, Gedichte, edition keiper, Lyrik Band 10, 2014
- Die Undankbarkeit der Kinder, Erzählungen, edition keiper, 2014
- Der Wörteridiot / Usekan na besede, Gedichte / Pesmi, Literarische Schriftenreihe des Pavelhauses, 2013
- 33 Songs, Essays, edition keiper, 2013
- Felden. Ein Roman, edition keiper, 2012
- Von Reisen / O potovanjih, Gedichte / Pesmi, edition keiper, 2011
- Ich, Vogel, Arovell Verlag, 2008
- Kurze Geschichte der Welt in 25 Gängen, edition kürbis, 2007
- Das Seufzen meiner Mutter, Erzählungen, Kitab Verlag, 2007
- Das Buch Elvis, edition kürbis, 2004
- Die Autos meines Vaters, Erzählungen, Kitab Verlag, 2003
- Das Festhalten der Bewegung, Reisenotizen und Lomografien, Leykam, 1995
- Das Herz des Toren, Roman, Edition S, 1991
- Kleine Weinlandkunde, Prosa, 1991
- Bewohner der Ebene, Prosa, 1989
- Von ferne der Tennessee Waltz, Gedichte, Leykam, 1989

Beiträge in Anthologien (Auswahl)
- Zum Fressen gern. Eine tierische Anthologie (auch als Herausgeber), Pop! Goes the Pumpkin No. 8, edition kürbis, 2023
- Baby You Can Drive My Car (auch als Herausgeber), Pop! Goes the Pumpkin No. 5, edition kürbis, 2020
- GRAZ, Edition Kleine Zeitung, 2018
- Donald Trump-LIteraturwettbewerb, Milena Verlag, 2017
- Schirm-Gedichte, CD, ORF Ö1, 2017
- Unter vielen, Edition Krill, 2008
- Schlossbergflash, Leykam, 2007
- Rausch.Zu.Stände, edition kürbis, 2007
- VierHandschreiben (gemeinsam mit Franzobel), Bibliothek der Provinz, 2005
- SEX, Volume 2, edition kürbis, 2005
- GRAZ – Europa erlesen, Wieser Verlag, 2002
- Die Geschichte vom Lastkran, der eine Schiffssirene sein wollte, Swiridoff Verlag, 2002
- Siebenzehntel, edition kürbis, 1994
- Lauter Lärm, edition kürbis, 1994
- Muskeln auf Papier, Edition S, 1986
- Landmassaker, Edition S, 1986
- Graz von innen, Verlag Droschl, 1985

Tonträger (Musik)
- The Pollanz Download - „Livingroom Stereo“ (CD, 1996)
- T.M.Download's Instruction Manual (CD, 1998)
- ultrascope, from home (CD, 2000)
- Karaoke King (CD, 2005)
- Les Machines Molles, Before Memory's Gone (CD, 2011)
- Von Alaska nach Alaska, Songs from the Isolierband (Vinyl, CD, 2016)
- Les Machines Molles, The Fox And Other Stories (Vinyl, CD, digital, 2020)
- Les Machines Molles, The Fox And Other Remixes (Vinyl, digital, 2021)
- Les Machines Molles, Un Petit Disque Noir (Vinyl, digital, 2021)
- Les Machines Molles, Late Work #1, (Vinyl, digital, 2022)
- Les Machines Molles, Je Ne Suis Pas Ton Toutou (Vinyl, digital, 2024)